# タイラー・リー・バンバークレオ
タイラー・リー・バンバークレオ（Tyler Lee Van Burkleo, 1962年10月7日 - ）は、アメリカ合衆国カリフォルニア州オークランド出身の元プロ野球選手（外野手）、野球指導者。左投左打。
MLBでの登録名は、タイ・バンバークレオ（Ty Van Burkleo）。

## 経歴

### プロ入りとブルワーズ傘下時代
1981年にミルウォーキー・ブルワーズと契約してプロ入り。
1984年6月27日にメジャー昇格のないまま、契約解除。

### エンゼルス傘下時代
1984年8月4日にカリフォルニア・エンゼルスと契約した。
1987年6月2日にエンゼルスとの契約を解除となった。

### 西武時代
1987年シーズン途中に西武ライオンズに入団した。長身に加え、甘いマスクで、家族共に日本入りした姿が野球ファンの間で話題になった。登録名は最初はバンバークレオであったが、すぐにバークレオに変更されている（背ネームはVAN BURKLEOのまま）。
西武入団1年目は外国人枠の関係もあり二軍で過ごした。
1988年は認められ、一軍の5番に定着して打ちまくり、満塁本塁打4本を含むチームトップタイ38本塁打を放ち、チームのリーグ優勝・日本一に貢献（なお、2年目までの推定年俸は当時のレートで700万円と格安であった）。3番・秋山幸二、4番・清原和博の後を打ち、3人はAKB砲といわれた。この3人で100本以上の本塁打を打ち、他球団から恐れられた。中日ドラゴンズとの日本シリーズ第5戦では初回に小野和幸から2点適時打を放っている。
1989年以降は変化球攻めに苦しみ低打率となり、監督の森祇晶は新加入したスイッチヒッターのオレステス・デストラーデを起用するようになる。桁違いの飛距離を誇るにもかかわらず、当時は外国人は一軍登録2人制のため（エース級の郭泰源もいた）再び二軍生活を余儀なくされた。ただし1990年夏、郭が右肘痛で抹消されると一軍に昇格。AKBD砲の一角として9本の本塁打を記録、イースタン・リーグでは本塁打王を獲得するなど活躍したが、この年限りで西武を退団した。
当初西武での応援歌の原曲は、名前にちなんだ「歌えバンバン」だった。しかし、1990年に秋山幸二と清原和博以外の全員の応援歌が作り直され、バークレオにも新曲が作られたが、こちらはあまり歌われる機会のないままに終わっている（後にブライアン・ラービーに流用されたが、彼もまた1年通しての活躍はできなかった。その後は関西地区限定で髙木大成に流用された）。

### 広島時代
1991年には広島東洋カープへ移籍した。
小早川毅彦とポジションを争い、開幕戦こそ「5番・一塁手」で先発出場を勝ち取るも故障もあって低迷した。チームはリーグ優勝を果たしたが、自身はその輪に入れず1年で退団した。

### エンゼルス時代
1992年にエンゼルスと契約した。
1993年7月28日のオークランド・アスレチックス戦（アナハイム・スタジアム）で「7番・一塁手」としてメジャーデビューを果たす。8月3日のカンザスシティ・ロイヤルズ戦で、8回裏にスタン・ベリンダからメジャー初安打となる二塁打を放った。8月16日のデトロイト・タイガース戦では、メジャー唯一の本塁打を同じくNPB経験者であるビル・ガリクソンから放っている。

### ロッキーズ時代
1994年はコロラド・ロッキーズでプレーした。

### エンゼルス傘下復帰
1996年にエンゼルス傘下（当時）のA+級レイクエルシノア・ストームでプレーしたのを最後に引退。

### 引退後
引退後、1997年からエンゼルスやアリゾナ・ダイヤモンドバックス傘下のマイナーで打撃コーチなどを務めた。2007年から2008年までオークランド・アスレチックスの打撃コーチを務め、2009年からはシアトル・マリナーズのベンチコーチに就任した。しかし、2010年8月9日にチームの成績不振のため、監督のドン・ワカマツと共に解任された。
2012年にヒューストン・アストロズ傘下のマイナーチームにて打撃コーチに就任したが、8月19日に解任されたマイク・バーネットに代わる暫定の後任コーチとしてアストロズの打撃コーチをシーズン終了まで務めた。
2013年からはクリーブランド・インディアンスの打撃コーチに就任し、2021年まで務めた。

## 詳細情報

### 年度別打撃成績
| 年 度    | 球 団    | 試 合 | 打 席 | 打 数 | 得 点 | 安 打 | 二 塁 打 | 三 塁 打 | 本 塁 打 | 塁 打 | 打 点 | 盗 塁 | 盗 塁 死 | 犠 打 | 犠 飛 | 四 球 | 敬 遠 | 死 球 | 三 振 | 併 殺 打 | 打 率 | 出 塁 率 | 長 打 率 | O P S |
| -------- | -------- | ----- | ----- | ----- | ----- | ----- | -------- | -------- | -------- | ----- | ----- | ----- | -------- | ----- | ----- | ----- | ----- | ----- | ----- | -------- | ----- | -------- | -------- | ----- |
| 1988     | 西武     | 118   | 453   | 366   | 67    | 98    | 10       | 2        | 38       | 226   | 90    | 3     | 4        | 0     | 1     | 82    | 3     | 4     | 120   | 4        | .268  | .406     | .617     | 1.024 |
| 1989     | 西武     | 37    | 135   | 119   | 14    | 25    | 4        | 1        | 6        | 49    | 11    | 0     | 1        | 0     | 0     | 16    | 0     | 0     | 35    | 1        | .210  | .304     | .412     | .715  |
| 1990     | 西武     | 41    | 129   | 112   | 22    | 22    | 3        | 0        | 9        | 52    | 22    | 2     | 0        | 0     | 0     | 14    | 0     | 3     | 34    | 3        | .196  | .302     | .464     | .767  |
| 1991     | 広島     | 29    | 73    | 59    | 2     | 12    | 2        | 0        | 2        | 20    | 5     | 0     | 0        | 0     | 0     | 12    | 0     | 2     | 22    | 3        | .203  | .356     | .339     | .695  |
| 1993     | CAL      | 12    | 39    | 33    | 2     | 5     | 3        | 0        | 1        | 11    | 1     | 1     | 0        | 0     | 0     | 6     | 0     | 0     | 9     | 0        | .152  | .282     | .333     | .615  |
| 1994     | COL      | 2     | 5     | 5     | 0     | 0     | 0        | 0        | 0        | 0     | 0     | 0     | 0        | 0     | 0     | 0     | 0     | 0     | 1     | 0        | .000  | .000     | .000     | .000  |
| NPB：4年 | NPB：4年 | 225   | 790   | 656   | 105   | 157   | 19       | 3        | 55       | 347   | 128   | 5     | 5        | 0     | 1     | 124   | 3     | 9     | 211   | 11       | .239  | .367     | .529     | .896  |
| MLB：2年 | MLB：2年 | 14    | 44    | 38    | 2     | 5     | 3        | 0        | 1        | 11    | 1     | 1     | 0        | 0     | 0     | 6     | 0     | 0     | 10    | 0        | .132  | .250     | .289     | .539  |

### 記録
NPB
- 初出場：1988年4月9日、対南海ホークス戦（西武ライオンズ球場）、7番・指名打者で先発出場
- 初打席：同上、3回裏に西川佳明から三振
- 初安打：1988年4月10日、対南海ホークス戦（西武ライオンズ球場）、藤本修二から単打
- 初本塁打・初打点：同上、4回裏に吉田豊彦から右越満塁本塁打

### 背番号
- 29（1987年 - 1990年、2013年 - 2021年）
- 5（1991年）
- 46（1993年）
- 27（1994年）
- 39（2007年 - 2008年）
- 44（2009年 - 2010年）
- 45（2012年）